# Rally de Suecia de 2018
El Rally de Suecia de 2018 fue la 66.ª edición y la segunda fecha de la temporada 2018 del Campeonato Mundial de Rally. Se celebró entre el 15 y el 18 de febrero y contó con un itinerario de diecinueve tramos que sumaron un total de 314,51 km cronometrados. Fue también la segunda ronda de los campeonatos WRC 2 y WRC 3 y la primera ronda de la JWRC.

## Lista de inscritos
| \| Pilotos principales \| Pilotos principales \| Pilotos principales \| Pilotos principales \| Pilotos principales \| Pilotos principales \| \| Num. \| Piloto \| Copiloto \| Coche \| Equipo \| Neumático \| \| -------------------------- \| ------------------- \| ------------------- \| --------------------- \| --------------------------- \| ------------------- \| \| 1 \| Sébastien Ogier \| Julien Ingrassia \| Ford Fiesta WRC \| M-Sport Ford WRT \| M \| \| 2 \| Elfyn Evans \| Daniel Barritt \| Ford Fiesta WRC \| M-Sport Ford WRT \| M \| \| 3 \| Teemu Suninen \| Mikko Markkula \| Ford Fiesta WRC \| M-Sport Ford WRT \| M \| \| 4 \| Andreas Mikkelsen \| Anders Jæger \| Hyundai i20 Coupe WRC \| Hyundai Shell Mobis WRT \| M \| \| 5 \| Thierry Neuville \| Nicolas Gilsoul \| Hyundai i20 Coupe WRC \| Hyundai Shell Mobis WRT \| M \| \| 6 \| Hayden Paddon \| Sebastian Marshall \| Hyundai i20 Coupe WRC \| Hyundai Shell Mobis WRT \| M \| \| 7 \| Jari-Matti Latvala \| Miikka Anttila \| Toyota Yaris WRC \| Toyota Gazoo Racing WRT \| M \| \| 8 \| Ott Tänak \| Martin Järveoja \| Toyota Yaris WRC \| Toyota Gazoo Racing WRT \| M \| \| 9 \| Esapekka Lappi \| Janne Ferm \| Toyota Yaris WRC \| Toyota Gazoo Racing WRT \| M \| \| 10 \| Kris Meeke \| Paul Nagle \| Citroën C3 WRC \| Citroën Total Abu Dhabi WRT \| M \| \| 11 \| Craig Breen \| Scott Martin \| Citroën C3 WRC \| Citroën Total Abu Dhabi WRT \| M \| \| 12 \| Mads Østberg \| Torstein Eriksen \| Citroën C3 WRC \| Citroën Total Abu Dhabi WRT \| M \| \| 14 \| Henning Solberg \| Cato Menkerud \| Ford Fiesta WRC \| Henning Solberg \| M \| \| 21 \| Yazeed Al Rajhi \| Michael Orr \| Ford Fiesta RS WRC \| Yazeed Racing \| M \| \| Fuente: rallysweden.com[2] \| \| \| \| \| \| |                    |                    |                       |                             |           |
| Pilotos principales |                    |                    |                       |                             |           |
| Num. | Piloto             | Copiloto           | Coche                 | Equipo                      | Neumático |
| 1 | Sébastien Ogier    | Julien Ingrassia   | Ford Fiesta WRC       | M-Sport Ford WRT            | M         |
| 2 | Elfyn Evans        | Daniel Barritt     | Ford Fiesta WRC       | M-Sport Ford WRT            | M         |
| 3 | Teemu Suninen      | Mikko Markkula     | Ford Fiesta WRC       | M-Sport Ford WRT            | M         |
| 4 | Andreas Mikkelsen  | Anders Jæger       | Hyundai i20 Coupe WRC | Hyundai Shell Mobis WRT     | M         |
| 5 | Thierry Neuville   | Nicolas Gilsoul    | Hyundai i20 Coupe WRC | Hyundai Shell Mobis WRT     | M         |
| 6 | Hayden Paddon      | Sebastian Marshall | Hyundai i20 Coupe WRC | Hyundai Shell Mobis WRT     | M         |
| 7 | Jari-Matti Latvala | Miikka Anttila     | Toyota Yaris WRC      | Toyota Gazoo Racing WRT     | M         |
| 8 | Ott Tänak          | Martin Järveoja    | Toyota Yaris WRC      | Toyota Gazoo Racing WRT     | M         |
| 9 | Esapekka Lappi     | Janne Ferm         | Toyota Yaris WRC      | Toyota Gazoo Racing WRT     | M         |
| 10 | Kris Meeke         | Paul Nagle         | Citroën C3 WRC        | Citroën Total Abu Dhabi WRT | M         |
| 11 | Craig Breen        | Scott Martin       | Citroën C3 WRC        | Citroën Total Abu Dhabi WRT | M         |
| 12 | Mads Østberg       | Torstein Eriksen   | Citroën C3 WRC        | Citroën Total Abu Dhabi WRT | M         |
| 14 | Henning Solberg    | Cato Menkerud      | Ford Fiesta WRC       | Henning Solberg             | M         |
| 21 | Yazeed Al Rajhi    | Michael Orr        | Ford Fiesta RS WRC    | Yazeed Racing               | M         |
| Fuente: rallysweden.com |                    |                    |                       |                             |           |

## Resultados

### Itinerario
| Día                                | Tramo | Nombre                 | Distancia | Ganador de la etapa | Coche                 | Tiempo  | Líder de la general |
| ---------------------------------- | ----- | ---------------------- | --------- | ------------------- | --------------------- | ------- | ------------------- |
| Día 1 (15 feb)                     | SS1   | SSS Karlstad 1         | 1.90 km   | Ott Tänak           | Toyota Yaris WRC      | 1:32.7  | Ott Tänak           |
| Día 2 (16 feb)                     | SS2   | Hof-Finnskog 1         | 21.26 km  | Ott Tänak           | Toyota Yaris WRC      | 10:32.7 | Ott Tänak           |
| Día 2 (16 feb)                     | SS3   | Svullrya 1             | 24.88 km  | Thierry Neuville    | Hyundai i20 Coupe WRC | 13:16.4 | Thierry Neuville    |
| Día 2 (16 feb)                     | SS4   | Röjden 1               | 19.13 km  | Andreas Mikkelsen   | Hyundai i20 Coupe WRC | 10:18.5 | Thierry Neuville    |
| Día 2 (16 feb)                     | SS5   | Hof-Finnskog 2         | 21.26 km  | Hayden Paddon       | Hyundai i20 Coupe WRC | 10:19.5 | Thierry Neuville    |
| Día 2 (16 feb)                     | SS6   | Svullrya 2             | 24.88 km  | Craig Breen         | Citroën C3 WRC        | 13:17.3 | Thierry Neuville    |
| Día 2 (16 feb)                     | SS7   | Röjden 2               | 19.13 km  | Craig Breen         | Citroën C3 WRC        | 10:06.1 | Thierry Neuville    |
| Día 2 (16 feb)                     | SS8   | Torsby 1               | 9.56 km   | Hayden Paddon       | Hyundai i20 Coupe WRC | 6:23.8  | Thierry Neuville    |
| Día 3 (17 feb)                     | SS9   | Torntorp 1             | 19.88 km  | Ott Tänak           | Toyota Yaris WRC      | 10:02.0 | Thierry Neuville    |
| Día 3 (17 feb)                     | SS10  | Hagfors 1              | 23.40 km  | Ott Tänak           | Toyota Yaris WRC      | 12:58.2 | Thierry Neuville    |
| Día 3 (17 feb)                     | SS11  | Vargåsen 1             | 14.21 km  | Thierry Neuville    | Hyundai i20 Coupe WRC | 8:35.9  | Thierry Neuville    |
| Día 3 (17 feb)                     | SS12  | Torntorp 2             | 19.88 km  | Craig Breen         | Citroën C3 WRC        | 9:55.3  | Thierry Neuville    |
| Día 3 (17 feb)                     | SS13  | Hagfors 2              | 23.40 km  | Thierry Neuville    | Hyundai i20 Coupe WRC | 12:44.5 | Thierry Neuville    |
| Día 3 (17 feb)                     | SS14  | Vargåsen 2             | 14.21 km  | Thierry Neuville    | Hyundai i20 Coupe WRC | 8:28.2  | Thierry Neuville    |
| Día 3 (17 feb)                     | SS15  | SSS Karlstad 2         | 1.90 km   | Ott Tänak           | Toyota Yaris WRC      | 1:34.7  | Thierry Neuville    |
| Día 3 (17 feb)                     | SS16  | Torsby Sprint          | 3.43 km   | Thierry Neuville    | Hyundai i20 Coupe WRC | 2:32.7  | Thierry Neuville    |
| Día 4 (18 feb)                     | SS17  | Likenas 1              | 21.19 km  | Ott Tänak           | Toyota Yaris WRC      | 11:11.8 | Thierry Neuville    |
| Día 4 (18 feb)                     | SS18  | Likenas 2              | 21.19 km  | Esapekka Lappi      | Toyota Yaris WRC      | 11:15.0 | Thierry Neuville    |
| Día 4 (18 feb)                     | SS19  | Torsby 2 (Power Stage) | 9.56 km   | Esapekka Lappi      | Toyota Yaris WRC      | 6:01.2  | Thierry Neuville    |
| Fuentes: rallysweden.com y wrc.com |       |                        |           |                     |                       |         |                     |

### Power stage
El power stage fue una etapa de 9.56 km al final del rally. Se otorgaron puntos adicionales del Campeonato Mundial a los cinco más rápidos.